# Patroklos

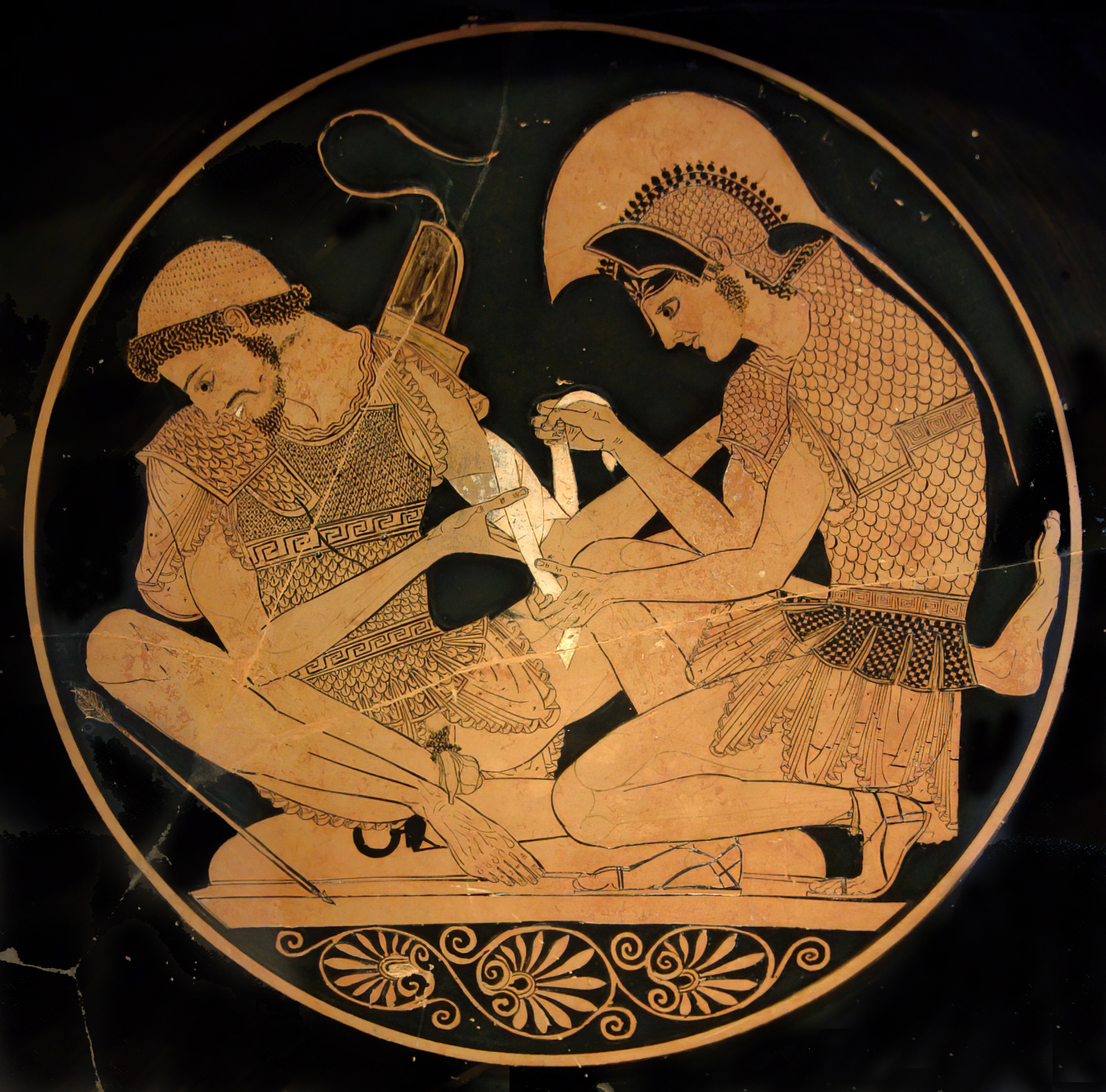
Patroklos (till vänster) får bandage av Akilles.

Patroklos var i den grekiska mytologin son till kung Menoetius av Opus. När han var ung råkade han döda en ung man av misstag under ett tärningsspel och blev landsförvisad till kung Peleus av Phthia Han växte därefter upp med dennes son Akilles. Troligen hade  de en romantisk relation. Skalden Homeros säger aldrig direkt att de var varandras älskare men själva intensiteten i deras förhållande har tolkats så.

## Deltagare i Trojanska kriget
Patroklos var följeslagare till hjälten Akilles i eposet Iliaden, troligtvis sammanfattad och nedskriven av Homeros omkring 700 f.Kr. I Iliaden tar kung Agamemnon Akilles i krigsbyte änkan Briseis, vilket orsakar att hjälten slutar strida. Mot slutet av eposet klär sig Patroklos i Akilles rustning för att leda Akilles män i strid. Detta orsakar Patroklos död, då han blir dödad av den trojanska hjälten Hektor som misstar honom för att vara Akilles.  
Patroklos begravning beskrivs i detalj i Iliaden, då Akilles offrar djur och trojanska fångar till hans gravbål samt håller spel och tävlingar till Patroklos ära. Askan placeras sedan i en gravhög med Akilles instruktioner om att själv bli placerad där vid sin död. Patroklos död motiverar även Akilles att återvända till striden, vilket till slut leder till grekernas seger och Akilles död.